# 치네치타

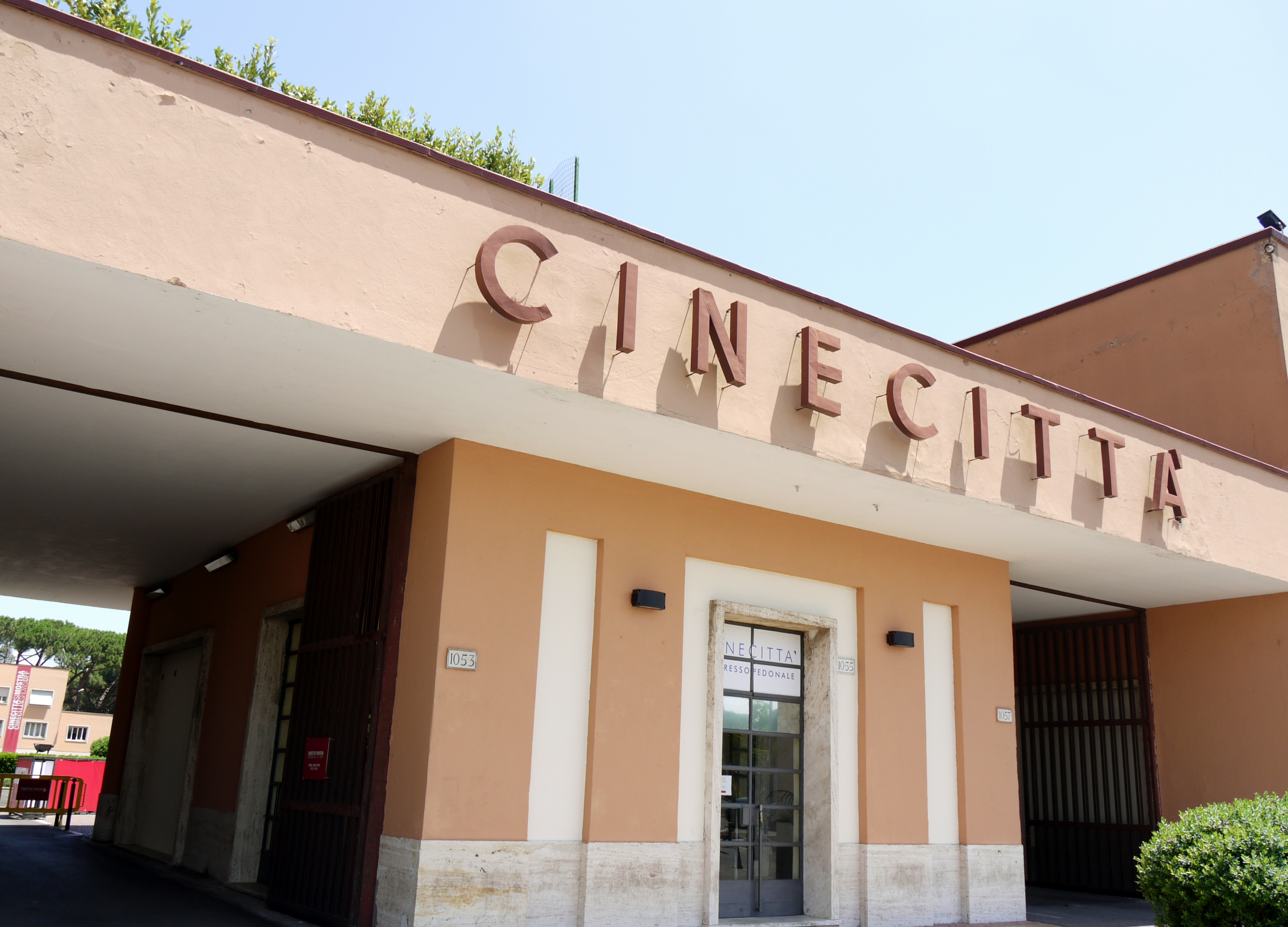
치네치타 입구

치네치타(이탈리아어: Cinecittà)는 이탈리아 로마에 있는 영화 촬영소이다. 이탈리아에서 가장 크고 유럽 최대의 영화 촬영소이며, 대규모 야외 세트와 스튜디오, 필름 편집 장비 등이 구비되어 있다.

## 역사
1937년, 이탈리아 지도자 베니토 무솔리니 총리 아래, 이탈리아 최초의 대규모 영화 촬영소로 건설되었다.
제2차 세계 대전 중에는 연합국 군의 공습을 받아 일부가 소실되었지만, 전쟁이 끝난 후 1950년대부터 1960년대에 걸쳐 이탈리아 영화의 전성기에 많은 공헌을 하였으며, 이탈리아 영화뿐만 아니라 《벤허》 등의 미국 영화의 대작까지도 촬영하게 되어 세계적으로 유명해지기 시작했다.
1980년대에는 쇠퇴기로 인해 수익이 악화되어 파산하기 직전이였으나, 국영화되었다.
현재는 근처에 로마 지하철 A선 치네치타 역이 있으며, 주변에 신흥 주택가, 주택 건물, 쇼핑 센터 등이 건설되는 등 새로운 활기를 보이고 있다.

## 같이 보기
- 치네치타역